# Norops rubribarbaris
Norops rubribarbaris este o specie de șopârle din genul Norops, familia Polychrotidae, descrisă de Köhler, Mccranie și Wilson 1999. Conform Catalogue of Life specia Norops rubribarbaris nu are subspecii cunoscute.